# Small Arms and Light Weapons
Small Arms and Light Weapons (SALW) ist ein Begriff zur Typologie von Waffen. Klassifiziert werden damit Waffen, zu denen nach Definition der  Vereinten Nationen bestimmte Arten von Klein- und Leichtwaffen zählen. 

## Definition gemäß UN
Gemäß einer Gruppe von Regierungsexperten über SALW auf der UN General-Versammlung am 8. Dezember 2005:
Als Kleinwaffen und leichte Waffen werden alle tragbaren tödlichen Waffen bezeichnet, die Schrote, Geschosse oder Projektile ausstoßen oder abwerfen, indem sie eine Explosion erzeugen, oder die zu diesem Zweck entworfen wurden oder umgebaut werden können.
Ausgenommen sind antike Kleinwaffen, antike leichte Waffen und deren Reproduktionen.
Die Bezeichnung Antikwaffe unterliegt den nationalen Bestimmungen.
Generell dürfen jedoch Waffen, die nach 1899 erfunden wurden, nicht zu den Antikwaffen zählen.

### Kleinwaffen
Kleinwaffen sind für die Verwendung durch Einzelpersonen bestimmt und umfassen Revolver und Pistolen, Gewehre, Flinten und Karabiner, Maschinenpistolen, Sturmgewehre und leichte Maschinengewehre.

### Leichte Waffen
Leichte Waffen sind für die Verwendung durch mehrere Personen bestimmt, die als Mannschaft zusammenarbeiten. Als leichte Waffen erfasst werden schwere Maschinengewehre, tragbare, unter dem Lauf angebrachte und aufmontierte Granatwerfer, tragbare Flugabwehrkanonen, tragbare Panzerabwehrkanonen, Leichtgeschütze, tragbare Abschussgeräte für Panzerabwehrflugkörper und -raketen, tragbare Abschussgeräte für Flugabwehrflugkörper und Mörser mit einem Kaliber von unter 100 mm.

## Definition gemäß OSZE DSALW
Laut OSZE Dokument zu SALW von 2000:
Dieses Dokument zielt auf SALW-Proliferationskontrolle durch die Einführung bzw. Einhaltung von Mindeststandards bei der Kontrolle der SALW-Herstellung, -Kennzeichnung und -Registrierung, der Bekämpfung des illegalen SALW-Handels durch Exportkontrollen und -kriterien, der Waffenlagerverwaltung sowie der Reduzierung bzw. Zerstörung von überschüssigen SALW. Das Dokument eröffnet zudem die Möglichkeit der Beantragung von Unterstützung durch andere Staaten in dieser Sache. MANPADS werden nicht explizit angesprochen, sind aber als SALW-Unterkategorie mitbetroffen.
Kleinwaffen und leichte Waffen sind tragbare Waffen, die nach militärischen Anforderungen für den Einsatz als tödliches Kriegswerkzeug hergestellt oder umgebaut wurden.
Die deutsche Bundesregierung zieht beide Kategorien zusammen und definiert Kleinwaffen wie folgt:

„Bei Kleinwaffen und leichten Waffen (Small Arms and Light Weapons – SALW), im folgenden Kleinwaffen, handelt es sich um Waffen und Waffensysteme, die nach militärischen Anforderungen für den Einsatz als Kriegswaffen hergestellt oder entsprechend umgebaut sind und dem militärischen Einsatz vorbehalten sein sollen.“

### Kleinwaffen
Unter Kleinwaffen sind im weitesten Sinn Waffen zu verstehen, die für die Verwendung durch den einzelnen Angehörigen der Streitkräfte oder Sicherheitskräfte gedacht sind. Dazu gehören Revolver und Selbstladepistolen, Gewehre und Karabiner, Maschinenpistolen, Sturmgewehre und leichte Maschinengewehre.

### Leichte Waffen
Leichte Waffen werden grob als Waffen definiert, die für die Verwendung durch mehrere Angehörige der Streitkräfte oder Sicherheitskräfte gedacht sind, die als Mannschaft zusammenarbeiten. Sie umfassen schwere Maschinengewehre, leichte, unter dem Lauf angebrachte sowie schwere Granatenabschussgeräte, tragbare Flugabwehrkanonen, tragbare Panzerabwehrkanonen, Leichtgeschütze, tragbare Abschussgeräte für Panzerabwehrraketen und -raketensysteme, tragbare Abschussgeräte für Flugabwehrraketensysteme und Mörser mit einem Kaliber von unter 100 mm.

## Definition der EU-Staaten
Die EU unterscheidet nicht zwischen Kleinwaffen und leichten Waffen, sondern zwischen verbotenen und erlaubten Waffen. Diese Unterscheidung beruht auf der vollständigen  Abschaffung der Kontrollen und Formalitäten an den innergemeinschaftlichen Grenzen. Diese  setzt voraus, dass bestimmte grundsätzliche Bedingungen erfüllt sind, u. a. eine Angleichung des Waffenrechts.

### Kleinwaffen
Von einer Person bedienbare Waffen:

#### Kategorie A – Verbotene Feuerwaffen
1. Militärische Waffen und Abschussgeräte mit Sprengwirkung;
2. Vollautomatische Schusswaffen;
3. als anderer Gegenstand getarnte Feuerwaffen;
4. panzerbrechende Munition, Munition mit Spreng- und Brandsätzen sowie Geschosse für diese Munition;
5. Pistolen- und Revolvermunition mit Expansivgeschossen sowie Geschosse für diese Munition mit Ausnahme solcher für Jagd- und Sportwaffen von Personen, die zur Benutzung dieser Waffen befugt sind.

#### Kategorie B – Genehmigungspflichtige Feuerwaffe
1. Halbautomatische Kurzwaffen und kurze Repetierer;
2. kurze Einzellader-Feuerwaffen für Munition mit Zentralfeuerzündung;
3. kurze Einzellader-Feuerwaffen für Munition mit Randfeuerzündung mit einer Gesamtlänge von weniger als 28 cm;
4. Selbstladegewehre, deren Magazin und Patronenlager mehr als drei Patronen aufnehmen kann;
5. Selbstladewaffen, deren Magazin und Patronenlager nicht mehr als drei Patronen aufnehmen kann, deren Magazin auswechselbar ist und bei denen nicht sichergestellt ist, dass sie mit allgemein gebräuchlichen Werkzeugen nicht zu Waffen, deren Magazin und Patronenlager mehr als drei Patronen aufnehmen kann, umgebaut werden können;
6. lange Repetierer und Selbstladeflinten mit glattem Lauf, deren Lauf nicht länger als 60 cm ist;
7. zivile halbautomatische Waffen, die wie vollautomatische Kriegswaffen aussehen.

#### Kategorie C – Meldepflichtige Feuerwaffen
1. Andere lange Repetierer als die, die unter Kategorie B Nummer 6 aufgeführt sind;
2. lange Einzelladergewehre;
3. andere halbautomatische Langwaffen als die, die unter Kategorie B Nummern 4 bis 7 aufgeführt sind;
4. kurze Einzellader für Munition mit Randfeuerzündung, ab einer Gesamtlänge von 28 cm.

#### Kategorie D – Sonstige Feuerwaffen
- Lange Schrotflinten (ein- oder zweiläufig ohne Magazin);

#### Nichtfeuerwaffen
Gegenstände, die der Definition zwar entsprechen, die jedoch
- a) mit technischen Verfahren, deren Wirksamkeit von einer amtlichen Stelle verbürgt wird oder die von einer solchen Stelle anerkannt sind, endgültig unbrauchbar gemacht wurden;
- b) zu Alarm-, Signal- und Rettungszwecken, zu Schlachtzwecken, für das Harpunieren gebaut oder für industrielle und technische Zwecke bestimmt sind, sofern sie nur für diese Verwendung eingesetzt werden können;
- c) als antike Waffen oder Reproduktionen davon gelten, sofern sie nicht unter die obigen Kategorien fallen und den einzelstaatlichen Rechtsvorschriften unterliegen.

#### Wesentlichen Teile dieser Feuerwaffen
Schließmechanismus, Patronenlager und Lauf sowie Verschlussträger, Gehäuseober- und -Unterteile der Feuerwaffen als getrennte Gegenstände fallen unter die Kategorie, in der die Feuerwaffen, zu der sie gehören sollen, eingestuft wurde.

### Leichte Waffen
Von einer Mannschaft bedienbare Waffen:
- gehören zur Kategorie A – Verbotenen Feuerwaffen